# David Owen
Pour les articles homonymes, voir Owen.
David Anthony Llewellyn Owen, baron Owen, né le 2 juillet 1938 à Plymouth, est une personnalité politique britannique. 

## Biographie

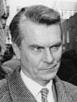
David Owen, en 1981

Ce médecin devenu homme d'affaires est secrétaire d'État des Affaires étrangères et du Commonwealth du 22 février 1977 au 4 mai 1979 dans le gouvernement de James Callaghan. Eurosceptique, il fait partie du Comité de campagne du parti Vote Leave (parti créé en faveur du Brexit), qui a emporté la majorité lors du Référendum sur l'appartenance du Royaume-Uni à l'Union européenne.